# Комодорс
„Комодорс“ (Commodores) е американска фънк и соул група от 70-те и 80-те години. Повечето от членовете ѝ се събират, докато учат като първокурсници в университета в Тъскиджи, щат Алабама през 1968. През ноември 1972 подписват с „Мотаун Рекърдс“, след като привличат общественото внимание като подгряваща група на едно от турнетата на Джаксън Файв. Продават над 75 млн. копия от записите си.
Членовете на оригиналната формация са:
- Лайнъл Ричи (саксофон, пиано, вокал),
- Уилям Кинг (тромба),
- Томак Макклари (електрическа китара),
- Роналд Лапред (бас),
- Уолтър Ориндж (ударни),
- Милан Уилямс (клавишни).

От 2003 са част от Залата на славата на вокалните групи.

## Дискография
- 1974: Machine gun
- 1975: Caught in the act
- 1975: Movin’ on
- 1976: Hot on the tracks
- 1977: Commodores
- 1977: Commodores live!
- 1977: Zoom
- 1978: Natural high
- 1979: Midnight magic
- 1980: Heroes
- 1981: In the pocket
- 1981: Love songs
- 1983: Commodores 13
- 1985: Nightshift
- 1986: United
- 1988: Solitaire
- 1988: Rock solid
- 1992: Commodores Christmas
- 1993: No tricks
- 1995: Anthology